# Heinikanjärvi
Heinikanjärvi är en sjö i Finland. Den ligger i kommunen Pielavesi i landskapet Norra Savolax, i den centrala delen av landet, 300 km norr om huvudstaden Helsingfors. Heinikanjärvi ligger 107,6 meter över havet. I omgivningarna runt Heinikanjärvi växer i huvudsak blandskog. Den är 16 meter djup. Arean är 1,92 kvadratkilometer och strandlinjen är 6,66 kilometer lång. Sjön  ingår i Kymmene älvs huvudavrinningsområde. 